# Seve Goiburu
Severiano Seve Goiburu Lopetegi, más conocido como Goiburu (Pamplona, España, 8 de noviembre de 1906 - id. 31 de julio de 1982) fue un futbolista español activo en las décadas de 1920, 1930 y 1940, en las que jugó en el Club Atlético Osasuna, Fútbol Club Barcelona y en el Valencia. Tras su retirada del fútbol se dedicó a la pelota vasca jugando en las modalidades de pala y cesta punta.

## Trayectoria
Seve Goiburu nació en Pamplona (Navarra, España) el 8 de noviembre de 1906. Sus primeros pasos los dio como futbolista profesional en su ciudad natal, donde logró el hito de ser el primer futbolista de Osasuna en ser internacional absoluto. 

### Carrera como entrenador
Tras colgar las botas continuo ligado al fútbol, llegando a ser jugador-entrenador del Real Murcia en la temporada 1942-43. También fue entrenador del CA Osasuna durante la temporada 1944-45.

## Selección nacional
Seve Goiburu fue internacional con la Selección nacional de fútbol de España en 12 ocasiones marcando 5 goles.

## Clubes
| Club         | País   | Año       |
| ------------ | ------ | --------- |
| CA Osasuna   | España | 1925-1929 |
| FC Barcelona | España | 1929-1934 |
| Valencia CF  | España | 1934-1941 |

## Pelota Vasca
Tras su retirada del fútbol pudo dedicarse a su otra gran afición como era jugar a pelota vasca, destacando en las modalidades de cesta punta y pala. Llegando incluso a proclamarse como aficionado Campeón de España de pala en 1945, título que revalido en 1946 al que sumó el de pala corta en ese mismo año.